# Helicon (Band)
Helicon war eine deutsche Heavy-Metal-Band. Sie hatte größere Erfolge im asiatischen Raum.

## Bandgeschichte
1986 gründeten Andrea Münster, Silvester Wasielevsky, Tom Kusters und Volker Marx die Band HELICON.
Andrea Münster sang bei Beautiful darkness, Heavensforce, 7Sins, sowie Battleday. Mit ihrer Band Andra spielt sie bis heute Livekonzerte. Uwe Heepen starb am 7. Oktober 2013.

## Diskografie

### Demoaufnahmen
- 1988: The Heimbach Tape
- 1989: Helicon (Erstes professionell aufgenommenes Demo-Tape)

### Singles
- 1990: Black and White (Cauldron Records)

### Alben
- 1993: Power of Metal (Doppel-Live-CD mit diversen Interpreten, Helicon mit 2 Titeln)
- 1994: Helicon (Noise Records)
- 1995: Mysterious Skipjack (Noise Records)

### Videos und DVDs
- 1993: Power of Metal (diverse Interpreten, Helicon mit 4 Titeln vertreten)